# Kickboxing ai Giochi europei
La kickboxing è inserita nel programma dei Giochi europei dalla terza edizione che si è svolta nel 2023.

## Edizioni
| Giochi | Anno | Sede     | Gare |
| ------ | ---- | -------- | ---- |
| III    | 2023 | Cracovia | 16   |

## Medagliere complessivo
Aggiornato alla terza edizione
| Pos.   | Paese       | Oro | Argento | Bronzo | Totale |
| ------ | ----------- | --- | ------- | ------ | ------ |
| 1      | Italia      | 6   | 2       | 2      | 10     |
| 2      | Germania    | 2   | 2       | 3      | 7      |
| 3      | Slovenia    | 1   | 3       | 0      | 4      |
| 4      | Ungheria    | 1   | 2       | 5      | 8      |
| 5      | Irlanda     | 1   | 2       | 2      | 5      |
| 6      | Polonia     | 1   | 0       | 4      | 5      |
| 7      | Turchia     | 1   | 0       | 3      | 4      |
| 8      | Georgia     | 1   | 0       | 1      | 2      |
| 8      | Serbia      | 1   | 0       | 1      | 2      |
| 10     | Azerbaigian | 1   | 0       | 0      | 1      |
| 11     | Bulgaria    | 0   | 1       | 2      | 3      |
| 11     | Norvegia    | 0   | 1       | 2      | 3      |
| 13     | Grecia      | 0   | 1       | 1      | 2      |
| 13     | Spagna      | 0   | 1       | 1      | 2      |
| 13     | Ucraina     | 0   | 1       | 1      | 2      |
| 16     | Svizzera    | 0   | 0       | 2      | 2      |
| 17     | Croazia     | 0   | 0       | 1      | 1      |
| 17     | Finlandia   | 0   | 0       | 1      | 1      |
| Totale | Totale      | 16  | 16      | 32     | 64     |